# Карпо Півтора-Кожуха
Карпо́ Півтора́-Кожу́ха, також Півторакожу́ха (? — 1642) — гетьман Війська Запорозького Низового, до 1638 року — полковий осавул. Очільник козацького повстання проти Речі Посполитої 1638–1642 років.

## Біографія
Походження невідоме. До 1638 року Карпо Півтора-Кожуха був полковим осавулом. 
Після придушення повстання під проводом Якова Іскри-Острянина, невдоволені козаки почали сходитись на раду. Невеликими групами, повстанці пробивались через польські застави та зустрілись поблизу річки Мерли. Там, на козацькій раді, було вирішено продовжувати війну з Річчю Посполитою. Карпо Півтора-Кожуха було обрано гетьманом повстанців.
Карпо Півтора-Кожуха і Михайло Полежаєнко були одними із перших отаманів Микитинської Січі.
За літописом Григорія Грабянки, у 1638 році козаки Півтора-Кожуха зустрілися з військами Речі Посполитої на річці Мерлі. В ході битви козаки зазнали поразки. За іншими джерелами, під час збору козаків на Мерлі через чутки про наближення князя Яреми Вишневецького Півтора-Кожуха прийняв рішення відступити у степи Кримського ханства, уникаючи прямих битв із польським військом. За угодою із татарами, Карпо Півтора-Кожуха повинен був захищати кордони Кримського ханства, взамін ханат платив козакам та постачав провіант.

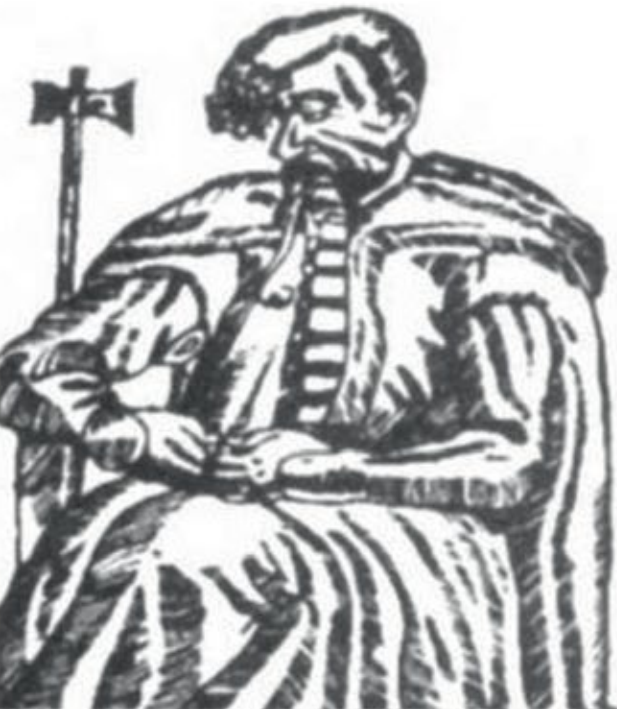
Полковник Карпо Півтора-Кожуха, гравюра 1640-х років із памфлету.

Польська розвідка, дізнавшись про нове повстання, перекрила усі дороги війську Півтора-Кожуха на Січ аби не допустити з'єднання козацьких сил. Уряд Речі Посполитої регулярно відправляв у степи польську кінноту для приборкання козаків. Але, через нестачу продовольства і холод, поляки знесилювалися і не могли чинити опіру козацьким військам Півтора-Кожуха. Самійло Величко писав:
«Шукаючи того Півторакожуха, і в своїх двох кожухах не втрималися...».
Регулярно нападаючи на польські прикордонні гарнізони, Півтора-Кожуха брав в полон багатих польських офіцерів та віддавав їх татарам у ясир. Взамін кримчаки давали за це повстанцям овець та велику рогату худобу, що йшла війську на харчі.

На прохання Кримського хана, у 1642 році козаки Півтора-Кожуха воювали проти Калмицької орди. В кількох битвах калмики зазнали нищівних поразок і мусили відійти за Волгу. Під час повернення козацького війська, Карпо Півтора-Кожуха помер. Історія Русів повідомляє:
«Поживши Півторакожуха в такому промислі три роки, помер у таборі військовому на степах, а похований в пустельному Слов'янському місті Кам'яному Затоні, і за труну йому правила порожня горілчана бочка...»
За данними літопису Самійла Величка, Карпо Півтора-Кожуха також діяв у 1645-1646 роках. У травні 1646 року втікач із татарської неволі Ю. Михайлов свідчив, що група козаків під проводом Карпо Півтора-Кожуха готувалась «йти війною скоро в Польщу на ляхів».
Після смерті Півтора-Кожуха, гетьманом його війська було обрано Максима Гулака.